# 泉もえぎ台
泉もえぎ台（いずみ もえぎだい）は、福島県いわき市の大字である。郵便番号は971-8188。

## 地理
いわき市南東部の小名浜地区に属する。北側で泉町、南側で泉町下川と隣接する。泉西部土地区画整理事業に伴い、周辺の大字より分離編入された地区である。市道泉町28号の北側に一丁目、南側に二丁目、市道境ノ町沖線より西側に三丁目が置かれている。小名浜港大剣埠頭や小名浜臨海工業地域造成の為に、泉町下川字大剣などで営農していた農家の移転のために用意された萱出営農団地として造成されていた地域である。岩盤地質が広がり本格的な営農には適さなかったため、度重なる要望の末に農地指定を解除された経緯がある。小名浜岡小名内に所在するいわき東警察署及び小名浜に所在する小名浜消防署がそれぞれ管轄にあたる。

### 主な字
字
- 一～三丁目

### 河川等
- 釜戸川（二級水系藤原川水系。河川敷の一部）

## 歴史
- 1971年 - 小名浜臨海工業地域造成に伴う代替居住、営農地として萱出営農団地の造成が開始され、翌年以降順次移転が始まる[4]。
- 1972年7月2日 - 萱出営農団地の地盤が本格的な営農に適さないことが判明したため、福島県企業局と下川工業団地対策委員会との間において近い将来に農用地指定の解除を都市計画法に基づく線引き変更がされるよう措置する旨の覚書が交わされる[4]。
- 1988年度 - 土地区画整理事業に必要な現地測量を実施する[4]。
- 1991年1月 - 泉西部土地区画整理事業の組合、事業認可が福島県よりおりる[4]。
- 1994年 - 事業着手[4]。
- 2001年 - 一部地権者の反対に一時停止していた土地区画整理事業が着工される[4]。
- 2008年 - 泉西部土地区画整理事業に伴い、泉町、泉町下川より分離新設される[5]。

## 世帯数と人口
2023年10月31日現在の世帯数と人口は以下の通りである。
| 大字       | 世帯数   | 人口   |
| ---------- | -------- | ------ |
| 泉もえぎ台 | 1271世帯 | 3784人 |

## 小・中学校の学区
市立小・中学校に通う場合、学区は以下の通りとなる。
| 番地 | 小学校             | 中学校             |
| ---- | ------------------ | ------------------ |
| 全域 | いわき市立泉小学校 | いわき市立泉中学校 |

## 交通

### 道路
- 市道泉町28号
- 市道境ノ町沖線

## 施設
- 福島県企業局 いわき事業所（沈殿池のみ）
- 八幡神社